# Bobby Murdoch
Bobby Murdoch (Rutherglen, 1944. augusztus 17. – Glasgow, 2001. május 15.) válogatott skót labdarúgó, középpályás, edző.

## Pályafutása

### Klubcsapatban
1959 és 1973 között a Celtic labdarúgója volt. 1959 és 1961 között kölcsönben a Cambuslang Rangers csapatában szerepelt. A Celtic csapatával nyolc skót bajnoki címet és öt kupagyőzelmet ért el. Tagja volt az 1966–67-es BEK-győztes és az 1969–70-es idényben BEK-döntős együttesnek. 1973 és 1976 között az angol Middlesbrough játékosa volt, ahol az 1973–74-es idényben bajnok lett a csapattal a másodosztályban.

### A válogatottban
1965 és 1969 között 12 alkalommal szerepelt a skót válogatottban és hat gólt szerzett.

### Edzőként
1981–82-ben az angol Middlesbrough vezetőedzőjeként tevékenykedett.

## Sikerei, díjai
Celtic
- Skót bajnokság
  - bajnok (8): 1965–66, 1966–67, 1967–68, 1968–69, 1969–70, 1970–71, 1971–72, 1972–73
- Skót kupa
  - győztes (5): 1965, 1967, 1969, 1971, 1972
- Skót ligakupa
  - győztes (5): 1965–66, 1966–67, 1967–68, 1968–69, 1969–70
- Bajnokcsapatok Európa-kupája (BEK)
  - győztes: 1966–67
  - döntős: 1969–70
- Interkontinentális kupa
  - döntős: 1967

 Middlesbrough
- Angol bajnokság – másodosztály (Second Division)
  - bajnok: 1973–74